# Marian Roden
Marian Roden (* 31. května 1964 České Budějovice) je český herec.

## Biografie
Pochází ze staré herecké rodiny Rodenů. Vystudoval Konzervatoř Jaroslava Ježka. Spolu se svým bratrem Karlem Rodenem hraje v divadle Komedie. Objevil se v několika menších rolích jako např. ve filmu Oběti a vrazi, Kytice a Sklapni a zastřel mě, ale známějším se stal až díky filmu Bobule a televiznímu seriálu Letiště, kde hrál ředitele letecké společnosti.

## Filmografie
- 1992 Don Gio
- 1993 Kanárská spojka
- 1995 Život na zámku (TV seriál)
- 1997 Četnické humoresky (TV seriál)
- 1998 Timeless
- 1998 Kouzelný šíp
- 1999 Ze života pubescentky
- 2000 Hodina pravdy (TV film)
- 2000 Kytice
- 2000 Oběti a vrazi
- 2001 Šípková Růženka (TV seriál)
- 2003 Maryška
- 2003 Strážce duší
- 2005 Sklapni a zastřel mě
- 2007 Bobule
- 2007 Křišťálek meč
- 2008 Bathory
- 2008 Vlna
- 2009 Přešlapy
- 2009 Stínu neutečeš
- 2009 2Bobule
- 2011 Růže (studentský film)
- 2011 Perfidia (studentský film)
- 2011 Hotel (studentský film)
- 2012 Zítra (studentský film)
- 2013 Přijde letos Ježíšek?
- 2013 Hořící keř (TV seriál)
- 2013 Hlas hrdiny (studentský film)
- 2013 Cyril a Metoděj – Apoštolové Slovanů
- 2013 Bez doteku
- 2013 České století (TV seriál)
- 2013 Gympl s (r)učením omezeným (TV seriál) role: JUDr. Richard Dostál
- 2014 Neviditelní (TV seriál)
- 2014 Dědictví aneb Kurvaseneříká
- 2015 Gangster Ka
- 2015 Fotograf
- 2015 Reportérka (TV seriál)
- 2015 Vraždy v kruhu (TV seriál)
- 2016 Polda (TV seriál)
- 2016 Mordparta (TV seriál)
- 2017 Specialisté (TV seriál)
- 2017 Kapitán Exner (TV seriál)
- 2017 Dáma a Král (TV seriál)
- 2017 Monstrum (TV film)
- 2017 Marie Terezie (TV film)
- 2018 Inspektor Max (TV seriál)
- 2019 Vánoční řezy
- 2020 Past (TV film)
- 2020 3Bobule